# Umaglesi Liga 2015-16
La Umaglesi Liga 2015/16 ( უმაღლესი ლიგა en georgiano) es la 27.ª temporada de la Umaglesi Liga. La temporada comenzó el 13 de agosto de 2015 y terminó el 22 de mayo de 2016. FC Dila Gori no pudo revalidar el título que ganó el año anterior y esta temporada lo consiguió el FC Dinamo Tbilisi.

## Sistema de competición
Los dieciséis equipos participantes jugaron entre sí todos contra todos dos veces totalizando 30 partidos cada uno. Al final de la temporada el primer clasificado obtuvo un cupo para la primera ronda de la Liga de Campeones 2016-17. El segundo y tercer clasificado obtuvieron un cupo a la primera ronda de la Liga Europa 2016-17. El último y penúltimo clasificado descendieron a la Pirveli Liga 2016-17, mientras que el decimocatorce primer clasificado jugará el Play-off de relegación contra el tercer clasificado de la Pirveli Liga 2015-16 que determinó el equipo que jugará en la Umaglesi Liga la próxima temporada.
Un tercer cupo para la Liga Europa 2016-17 fue asignado al campeón de la Copa de Georgia.

## Ascensos y descensos
| Pos. | de Umaglesi Liga 2014-15 |
| ---- | ------------------------ |
| 14°  | Metalurgi Rustavi        |
| 15°  | WIT Georgia              |
| 16°  | Zestafoni                |

| Pos.     | de Pirveli Liga 2014-15 |
| -------- | ----------------------- |
| 1° Gr. A | Saburtalo Tbilisi       |
| 1° Gr. B | Sapovnela Terjola       |
| 2° Gr. A | Lokomotivi Tbilisi      |

## Clubes
| Club               | Ciudad     | Estadio                   | Capacidad |
| ------------------ | ---------- | ------------------------- | --------- |
| Baia Zugdidi       | Zugdidi    | Estadio Anaklia           | 1.000     |
| Chikhura Sachkhere | Sachkhere  | Estadio Central           | 14.700    |
| Dinamo Batumi      | Batumi     | Adeli Stadium             | 1.000     |
| Dila Gori          | Gori       | Estadio Tengiz Burjanadze | 6.000     |
| Dinamo Tbilisi     | Tiflis     | Estadio Boris Paichadze   | 55.000    |
| Guria Lanchkhuti   | Lanchkhuti | Estadio Fazisi            | 3.000     |
| Kolkheti-1913      | Poti       | Fazisi Stadium            | 6.000     |
| Lokomotivi Tbilisi | Tbilisi    | Estadio Mikheil Meskhi    | 27.223    |
| Merani Martvili    | Martvili   | Estadio Municipal         | 2.000     |
| Metalurgi Rustavi  | Rustavi    | Estadio Poladi            | 6.000     |
| Saburtalo Tbilisi  | Tbilisi    | Estadio Mikheil Meskhi    | 27.223    |
| Samtredia          | Samtredia  | Erosi Manjgaladze Stadium | 2.000     |
| Sapovnela Terjola  | Terjola    | Sapovnela Stadium         |           |
| Shukura Kobuleti   | Kobuleti   | Chele Arena               | 6.000     |
| Sioni Bolnisi      | Bolnisi    | Estadio Tamaz Stephania   | 3.000     |
| Torpedo Kutaisi    | Kutaisi    | Estadio Givi Kiladze      | 19.400    |
| Tskhinvali         | Tskhinvali | Estadio Mikheil Meskhi    | 27.223    |

## Tabla de posiciones
| Pos. | Equipo             | Pts. | PJ | G  | E  | P  | GF | GC | Dif. | Clasificación 2016–17                 |
| ---- | ------------------ | ---- | -- | -- | -- | -- | -- | -- | ---- | ------------------------------------- |
| 1    | Dinamo Tbilisi (C) | 76   | 30 | 25 | 1  | 4  | 74 | 29 | +45  | Primera ronda de la Liga de Campeones |
| 2    | Samtredia          | 63   | 30 | 20 | 3  | 7  | 66 | 32 | +34  | Primera ronda de la Liga Europa       |
| 3    | Dila Gori          | 62   | 30 | 19 | 5  | 6  | 51 | 25 | +26  | Primera ronda de la Liga Europa       |
| 4    | Chikhura Sachkhere | 57   | 30 | 17 | 6  | 7  | 53 | 26 | +27  | Primera ronda de la Liga Europa       |
| 5    | Sioni Bolnisi      | 50   | 30 | 14 | 8  | 8  | 50 | 34 | +16  |                                       |
| 6    | Torpedo Kutaisi    | 48   | 30 | 14 | 6  | 10 | 50 | 42 | +8   |                                       |
| 7    | Tskhinvali         | 46   | 30 | 12 | 10 | 8  | 51 | 36 | +15  |                                       |
| 8    | Dinamo Batumi      | 44   | 30 | 12 | 8  | 10 | 41 | 32 | +9   |                                       |
| 9    | Saburtalo Tbilisi  | 39   | 30 | 11 | 6  | 13 | 47 | 61 | −14  |                                       |
| 10   | Shukura Kobuleti   | 35   | 30 | 9  | 8  | 13 | 28 | 39 | −11  |                                       |
| 11   | Guria Lanchkhuti   | 27   | 30 | 6  | 9  | 15 | 28 | 49 | −21  |                                       |
| 12   | Kolkheti Poti      | 27   | 30 | 7  | 6  | 17 | 21 | 41 | −20  |                                       |
| 13   | Lokomotivi Tbilisi | 25   | 30 | 5  | 10 | 15 | 26 | 37 | −11  |                                       |
| 14   | Zugdidi (O)        | 23   | 30 | 5  | 8  | 17 | 30 | 60 | −30  | Promoción por la permanencia          |
| 15   | Merani Martvili    | 23   | 30 | 5  | 8  | 17 | 28 | 62 | −34  | Desciende a Pirveli Liga 2016-17      |
| 16   | Sapovnela Terjola  | 21   | 30 | 5  | 6  | 19 | 24 | 63 | −39  | Desciende a Pirveli Liga 2016-17      |

Actualizado a los partidos jugados el 22 de mayo de 2016.
 Fuente: Soccerway
Notas:
1. ↑  Tras ganar la Copa de Georgia, el Dinamo Tbilisi obtiene una plaza para participar en la Liga Europa 2016-17 pero, al encontrarse este equipo clasificado a través de su posición de Liga para disputar la liga de campeones, la plaza obtenida a través de la Copa recae sobre el cuarto clasificado.

### Resultados cruzados
| Local \ Visitante  | CHI | DBA | DIL | DIN | GUR | KOL | LOK | MER | SAB | SAM | SAP | SHU | SIO | TKU | TSK | ZUG |
| ------------------ | --- | --- | --- | --- | --- | --- | --- | --- | --- | --- | --- | --- | --- | --- | --- | --- |
| Chikhura Sachkhere | —   | 2–0 | 0–1 | 1–0 | 5–0 | 0–1 | 1–0 | 3–0 | 5–0 | 1–1 | 3–2 | 1–0 | 1–1 | 3–0 | 2–1 | 4–0 |
| Dinamo Batumi      | 1–1 | —   | 2–2 | 1–2 | 1–2 | 2–0 | 1–0 | 0–0 | 2–1 | 2–0 | 1–0 | 2–2 | 3–5 | 1–1 | 2–0 | 5–0 |
| Dila Gori          | 1–1 | 1–1 | —   | 2–0 | 5–0 | 2–0 | 1–0 | 2–0 | 2–1 | 1–2 | 3–1 | 1–3 | 2–1 | 0–1 | 3–0 | 3–0 |
| Dinamo Tbilisi     | 2–0 | 1–0 | 0–1 | —   | 3–2 | 5–2 | 2–1 | 2–0 | 4–0 | 3–1 | 4–0 | 1–0 | 5–2 | 2–1 | 2–1 | 3–1 |
| Guria Lanchkhuti   | 1–3 | 1–1 | 0–1 | 0–2 | —   | 1–1 | 0–0 | 0–0 | 0–0 | 0–2 | 3–0 | 0–0 | 1–1 | 3–2 | 1–2 | 2–0 |
| Kolkheti Poti      | 2–0 | 0–1 | 0–1 | 1–3 | 0–1 | —   | 4–0 | 2–1 | 1–0 | 0–3 | 0–0 | 1–0 | 0–1 | 2–0 | 0–0 | 0–0 |
| Lokomotivi Tbilisi | 2–2 | 1–1 | 0–2 | 1–4 | 3–0 | 1–0 | —   | 1–1 | 3–2 | 0–1 | 0–0 | 0–0 | 0–0 | 1–2 | 0–1 | 3–0 |
| Merani Martvili    | 3–2 | 0–4 | 3–2 | 1–4 | 2–0 | 1–1 | 0–3 | —   | 2–5 | 2–3 | 2–0 | 1–2 | 1–1 | 2–1 | 2–3 | 0–0 |
| Saburtalo Tbilisi  | 1–0 | 1–2 | 1–3 | 0–4 | 4–2 | 5–0 | 0–0 | 4–2 | —   | 3–2 | 2–1 | 3–2 | 2–3 | 4–4 | 2–2 | 1–0 |
| Samtredia          | 0–1 | 2–0 | 5–0 | 2–1 | 3–1 | 1–0 | 3–2 | 4–0 | 8–2 | —   | 3–0 | 2–0 | 1–2 | 3–1 | 2–1 | 2–0 |
| Sapovnela Terjola  | 0–2 | 2–1 | 1–5 | 1–2 | 0–2 | 0–0 | 2–1 | 2–1 | 0–0 | 2–3 | —   | 2–0 | 0–0 | 1–5 | 2–1 | 2–2 |
| Shukura Kobuleti   | 0–2 | 0–1 | 1–0 | 1–3 | 2–1 | 1–0 | 2–1 | 0–0 | 1–0 | 1–1 | 4–0 | —   | 0–0 | 2–3 | 2–2 | 2–1 |
| Sioni Bolnisi      | 4–0 | 1–0 | 0–1 | 1–2 | 1–1 | 3–1 | 1–0 | 3–0 | 0–0 | 0–2 | 4–1 | 2–0 | —   | 6–2 | 1–3 | 3–1 |
| Torpedo Kutaisi    | 0–2 | 1–0 | 0–2 | 1–1 | 2–1 | 1–0 | 2–0 | 4–0 | 5–0 | 2–1 | 4–1 | 0–0 | 1–0 | —   | 1–3 | 2–0 |
| Tskhinvali         | 1–1 | 3–2 | 0–0 | 2–4 | 0–0 | 5–1 | 1–1 | 1–1 | 1–2 | 1–0 | 3–0 | 5–0 | 2–0 | 0–0 | —   | 5–1 |
| Zugdidi            | 1–4 | 0–1 | 1–1 | 2–3 | 3–2 | 2–1 | 1–1 | 3–0 | 0–1 | 3–3 | 2–1 | 3–0 | 1–3 | 1–1 | 1–1 | —   |

## Play-off
Lo disputaron el Zugdidi, decimocuarto clasificado de la liga, y el Kolkheti Khobi, tercer clasificado de lasubcampeón de la Pirveli Liga 2015-16
| 29 de mayo de 2016 | Zugdidi | 2:1 (1:1) | Kolkheti Khobi | Saragbo Baza Parki-Arena, Poti                                 |                                                                |
|                    |         | Reporte   |                | Asistencia: 1.500 espectadores Árbitro(s): Giorgi Vadatchkoria | Asistencia: 1.500 espectadores Árbitro(s): Giorgi Vadatchkoria |

## Máximos goleadores
Detalle con los máximos goleadores de la Umaglesi Liga, de acuerdo con los datos oficiales de la Federación Georgiana de Fútbol.
- Datos según la página oficial de la competición Archivado el 22 de noviembre de 2015 en Wayback Machine..

| Jugador           | Equipo            | Goles |
| ----------------- | ----------------- | ----- |
| Giorgi Kvilitaia  | FC Dinamo Tbilisi | 24    |
| Otar Martsvaladze | FC Dila Gori      | 19    |
| B.Zivzivadze      | FC Samtredia      | 16    |